# 소용돌이 (2000년 영화)
《소용돌이》는 일본의 만화가 이토 준지의 동명 만화를 원작으로 한 일본의 공포 영화이다. 한국의 배우 신은경이 출연하였다.

## 출연

### 주연
- 하츠네 에리코
- 휘황
- 사에키 히나코
- 신은경

### 조연
- 오스기 렌
- 호리우치 마사미
- 스와 타로
- 아베 사다오
- 덴덴

## 기타
- 원작자: 이토 준지

## 같이 보기
- 이토 준지
- 소용돌이 (만화)